# Верхнемакеевка
Верхнемакеевка — слобода в Кашарском районе Ростовской области.
Административный центр Верхнемакеевского сельского поселения.

## География
При следовании по трассе Миллерово — Вешенская в направлении Тихого Дона от районного центра Кашарского, спустя полчаса езды слева можно увидеть постройки слободы Верхнемакеевки.
Центром Верхнемакеевки считается площадь, которая находится между администрацией и Домом культуры. В населенном пункте работает школа и есть несколько магазинов. На территории слободы много прудов и мостов, которые нужны для соединения берегов.

### Улицы
| - ул. Гагарина, - ул. Горная, - ул. Заречная, - ул. Зелёная, - ул. Колхозная, - ул. Красная, - ул. Лесная, | - ул. Лермонтова, - ул. Мира, - ул. Молодёжная, - ул. Октябрьская, - ул. Первомайская, - ул. Подгорная, - ул. Советская. |

## История
Земельная территория на левом берегу реки Яблоновой, которая является притоком реки Ольховой, в 1763 году была приобретена полковником Василием Ивановичем Иловайским. В этом месте он основал поселение, которое получило название в честь его деда Макея. В то время населенный пункт состоял из извилистых улиц и хат, которые были построены в хаотичном порядке. Дважды в год – весной и осенью – в этом месте устраивались ярмарки, которые длились по 2 недели.
Для защиты территории от сильных ветров и прочих неблагоприятных факторов, территория слободы стала обсаживаться деревьями. На восток от Верхнемакеевки состоялась высадка тополей, сосен, берез, маслин, спустя время посадили черемуху, рябину и березы. Со временем на территории слободы забили родники. Когда именно это произошло – показания рознятся – это могло произойти после окончания строительства или во время строительства Свято-Покровского храма. Из многочисленных родников со временем действующим остался лишь один. Храм был заложен в 1784 году на окраине села, строительство длилось 10 лет. Поблизости от него построили караулку, дом для дьякона и три дома для священника.

## Население
| 2010 |
| ---- |
| 1220 |

## Достопримечательности
- Покровский мужской монастырь[4].

Храм был заложен в 1784 году, а в 1894 году он сгорел во время пасхальной службы. В 1901 году в слободе освятили новую церковь, которую построили на фундаменте, оставшемся от первого храма. Согласно слухам, строительство церкви так оттягивалось, потому что первый подрядчик не выполнил свои обязательства и скрылся с деньгами. Одним из влиятельных священников этой церкви был отец Павел. Для него построили дом, в котором после 1917 году разместилась больница. В 1930-х годах у церкви сорвали купола. Директор школы Алексей Акимович Некрасов попросил у администрации, устроить в церкви спортзал, а в караулке — мастерские, для того, чтобы храм был сохранен и не разобран, как многие другие культовые сооружения в тот период. Когда церковное здание стало стареть, в слободской администрации люди решили его разобрать. Храм был спасен пчеловодом Николаем Минкой. Он купил и храм и караулку. В этом месте стали разводить пчел — его собственных и лесхоза. В 1990 годах он отдал церковь верующим односельчанам. Среди настоятелей храма был игумен Паисий, протоиерей Григорий. При храме служила псаломщица Параскева Яковлевна Федурко. Осенью 1992 года настоятелем прихода стал иеромонах Алипий, дьяконом — иеродиакон Антоний. В 1995 году в этом месте стали жить монахи Алим, Викентий и Серафим. 17 мая 2004 году в слободу приехал архиепископ Ростовский и Новочеркасский Пантелеимон. Он провел богослужение в храме и благословил строительство монастыря. Храм, который к этому времени назывался скитом, был преобразован в Свято-Покровский мужской монастырь. Наместником стал игумен Алипий.